# Steatoda castanea
De Steatoda castanea (tên tiếng Anh: schorssteatoda) là một loài nhện trong họ Theridiidae.
Loài này thuộc chi Steatoda. Steatoda castanea được Carl Alexander Clerck miêu tả năm 1757.